# Закон о труде (Латвия)
Закон о труде (латыш. Darba likums) — нормативный акт Латвийской Республики, регулирующий трудовые отношения. Законодательно принят сеймом Латвии в 2001 году (сменив принятый ещё в советское время Кодекс законов о труде и постсоветский закон «О коллективных договорах»), вступил в силу с 2002 года. Закон о труде регулирует юридический статус работающего по найму и работодателя, права и обязательства обеих сторон, а также другие аспекты трудовых отношений.

## Переход от советского к национальному законодательству
Первые изменения к Кодексу законов о труде Латвийской ССР были приняты Верховным Советом Латвийской Республики 17 марта 1992 года и вступили в силу 1 апреля того же года.
Они предусматривали:
1) исключение слов «СССР и Латвийская ССР»;
2) замену слов «рабочие и служащие» словом «работники»; слов «администрация предприятия, учреждения или организации» словом «работодатель»; слов «профсоюзный комитет предприятия или организации» словом «профессиональная организация или профессиональная организация работников соответствующей институации»; слов «советы народных депутатов» словом «самоуправления»; слов «коллективный договор» — словами «трудовой общий договор»; слов «трудовая дисциплина» — словами «трудовой распорядок».
Эта редакция кодекса также отменила потолок зарплаты, однако не установила её минимума, который на момент принятия изменений в 1992 году составлял 670 латвийских рублей, а к концу этого года вырос до 1400 латвийских рублей.

## Изменения в Законе о труде
25 марта 2010 года вступили в силу значительные изменения в Законе о труде Латвии. Изменения затронули 41 статью закона, что составляет примерно 1/4 часть. Данные изменения готовились 4 года.
1 января 2015 года вступили обширные изменения в Законе о труде. Изменения затронули различные аспекты закона, начиная с заключением трудовых отношений и заканчивая регулированием отпусков. Изменения включают: уточнение трудовых договоров и объявлений о найме на работу; дополнительные выходные для родителей; гибкое представление выходных для доноров крови; компенсация отпускных дней.
С 4 ноября 2019 года, по данным генерального соглашения, минимальная заработная плата в строительстве составит 780 евро (брутто), плюс возможность получения 5 % бонуса, если работник получил соответствующее образование, что гарантирует минимальную заработную плату в размере 820 евро (брутто). Генеральное соглашение было принято на заседании Генеральной ассамблеи строительства. 17 апреля 2019 года президент Латвии Раймонд Вейонис объявил о внесении изменений в Закон о труде, что дало возможность передать генеральное соглашение о строительстве для публикации в официальном журнале Латвийской Республики «Latvijas Vēstnesis» (опубликовано 3 мая 2019 года). Сбор подписей подрядчиков, необходимых для заключения генерального строительного договора, начался 10 мая 2018 года. Генеральное соглашение на 2019 год подписано 313 строительными компаниями с общим оборотом 974 млн евро, что составляет 56,13 % от общего оборота отрасли (данные 2017 года). Чтобы генеральное соглашение вступило в силу, оно должно было быть подписано не менее чем половиной компаний в строительной отрасли. При этом соглашение становится обязательным и для тех, кто его не подписал.